# Megastes spilosoma
Megastes spilosoma là một loài bướm đêm trong họ Crambidae.